# ياسوهيرو سوزوكي
ياسوهيرو سوزوكي (مواليد 25 نوفمبر 1987) هو ملاكم ياباني، مثّل بلاده في الألعاب الأولمبية الصيفية 2012.

## روابط خارجية
ياسوهيرو سوزوكي على موقع اللجنة الأولمبية الدولية (الإنجليزية)
- ياسوهيرو سوزوكي على موقع أوليمبيديا (الإنجليزية)